# Campionato europeo femminile di pallacanestro 2015
Il 35º Campionato europeo femminile di pallacanestro FIBA (noto anche come FIBA EuroBasket Women 2015) si è svolto in Ungheria, che li ha ospitati per la quinta volta dopo le edizioni 1950, 1964, 1983 e 1997, e Romania, che li ha ospitati per la seconda volta dopo l'edizione del 1966. La competizione ha avuto inizio l'11 giugno e si è concluso il 28 giugno 2015. Originariamente l'organizzazione era stata assegnata all'Ungheria, successivamente la Federazione della Romania ha annunciato che la FIBA Europe ha concesso la co-organizzazione alla propria Federazione.
I Campionati europei femminili di pallacanestro sono una manifestazione biennale tra le squadre nazionali organizzato dalla FIBA Europe. Le squadre ammesse a partecipare sono 20, provenienti dalla fase di qualificazione.
Il torneo è valido anche come qualificazione le Olimpiadi del 2016 che si svolgeranno a Rio de Janeiro: la squadra campione sarà qualificata.
La squadra campione in carica era la Spagna, che ha concluso al terzo posto questa edizione.
Il torneo è stato vinto per la prima volta dalla Serbia, che ha sconfitto in finale la Francia.

## Sedi delle partite
Le città dove si svolgerà la manifestazione sono:
- Ungheria: Sopron[5] e Szombathely[6] per il primo turno; Győr[7] e Debrecen[8] per il secondo turno e Budapest[9] per la fase finale ad eliminazione diretta.
- Romania: Oradea[10] e Timișoara[11] per il primo turno.

| Fase                        | Città       | Nazione  | Impianto                       | Spettatori |
| --------------------------- | ----------- | -------- | ------------------------------ | ---------- |
| Prima fase - Girone A       | Timișoara   | Romania  | Sala ”Constantin Jude”         | 3 000      |
| Prima fase - Girone B       | Oradea      | Romania  | Sports Hall "Antonio Alexe"    | 2 500      |
| Prima fase - Girone C       | Szombathely | Ungheria | Arena Savaria                  | 4 000      |
| Prima fase - Girone D       | Sopron      | Ungheria | MKB Aréna                      | 2 500      |
| Seconda fase - Girone E     | Debrecen    | Ungheria | Főnix Hall                     | 8 500      |
| Seconda fase - Girone F     | Győr        | Ungheria | University Sports Hall of Győr | 2 500      |
| Fase a eliminazione diretta | Budapest    | Ungheria | Syma Sport and Events Centre   | 5 500      |

## Qualificazioni
| N° | Squadra       | Qualificata come                             | Data di qualificazione | Ultima partecipazione | Miglior piazzamento         |
| -- | ------------- | -------------------------------------------- | ---------------------- | --------------------- | --------------------------- |
| 1  | Ungheria      | Paese organizzatore                          | 18 dicembre 2011       | Lettonia 2009         | 2º posto (1950, 1956)       |
| 2  | Romania       | Paese organizzatore                          | 19 maggio 2012         | Italia 2007           | 4º (1962, 1964, 1966)       |
| 3  | Turchia       | Paese organizzatore del mondiale 2014        | 13 marzo 2011          | Francia 2013          | 2º (2011)                   |
| 4  | Grecia        | Vincitrice del primo turno di qualificazione | 25 giugno 2013         | Polonia 2011          | 5º (2009)                   |
| 5  | Serbia        | 4º posto EuroBasket 2013                     | 26 giugno 2013         | Francia 2013          | 4º posto (2013)             |
| 6  | Spagna        | Vincitrice EuroBasket 2013                   | 2 luglio 2013          | Francia 2013          | Campione (1993, 2013)       |
| 7  | Rep. Ceca     | 6º posto EuroBasket 2013                     | 26 giugno 2013         | Francia 2013          | Campione (2005)             |
| 8  | Francia       | 2º posto EuroBasket 2013                     | 27 giugno 2013         | Francia 2013          | Campione (2001, 2009)       |
| 9  | Bielorussia   | 5º posto Eurobasket 2013                     | 28 giugno 2013         | Francia 2013          | 3º posto (2007)             |
| 10 | Croazia       | 1º posto nel Gruppo F di qualificazione      | 22 giugno 2014         | Francia 2013          | 5º posto (2011)             |
| 11 | Svezia        | 2º posto nel Gruppo E di qualificazione      | 22 giugno 2014         | Francia 2013          | 7º posto (1987, 2013)       |
| 12 | Lettonia      | 1º posto nel Gruppo C di qualificazione      | 22 giugno 2014         | Francia 2013          | 4º posto (2007)             |
| 13 | Polonia       | 2º posto nel Gruppo A di qualificazione      | 22 giugno 2014         | Polonia 2011          | Campione (1999)             |
| 14 | Ucraina       | 2º posto nel Gruppo D di qualificazione      | 23 giugno 2014         | Francia 2013          | Campione (1995)             |
| 15 | Russia        | 1º posto nel Gruppo E di qualificazione      | 25 giugno 2014         | Francia 2013          | Campione (2003, 2007, 2011) |
| 16 | Slovacchia    | 1º posto nel Gruppo A di qualificazione      | 25 giugno 2014         | Francia 2013          | 2º posto (1997)             |
| 17 | Italia        | 2º posto nel Gruppo C di qualificazione      | 25 giugno 2014         | Francia 2013          | Campione (1938)             |
| 18 | Lituania      | 1º posto nel Gruppo B di qualificazione      | 25 giugno 2014         | Francia 2013          | Campione (1997)             |
| 19 | Gran Bretagna | 2º posto nel Gruppo B di qualificazione      | 25 giugno 2014         | Francia 2013          | 11º posto (2011)            |
| 20 | Montenegro    | 1º posto nel Gruppo D di qualificazione      | 25 giugno 2014         | Francia 2013          | 6º posto (2011)             |

## Formula
Le squadre saranno sorteggiate in 4 gironi (A-D) all'italiana da cinque squadre ciascuno. Al termine della prima fase le prime 3 di ogni girone si qualificheranno alla seconda fase, in cui verranno formati 2 gironi (E ed F) da sei squadre. Le squadre si porteranno dietro i risultati degli scontri diretti della prima fase, e giocheranno tre partite ciascuna contro le altre avversarie. Le prime 4 dei gironi E ed F si qualificheranno per l'ultima fase ad eliminazione diretta a partire dai quarti di finale, con gli accoppiamenti (E1-F4, E2-F3, E3-F2 ed E4-F1).

## Primo turno
Il sorteggio per il primo turno si è tenuto il 29 novembre 2014 a Budapest, Ungheria.

### Girone A
| Team          | Pt | V - P | PF - PS   | +/- |
| ------------- | -- | ----- | --------- | --- |
| 1. Francia    | 8  | 4 - 0 | 319 - 264 | +55 |
| 2. Montenegro | 7  | 3 - 1 | 301 - 263 | +38 |
| 3. Rep. Ceca  | 6  | 2 - 2 | 289 - 306 | -17 |
| 4. Ucraina    | 5  | 1 - 3 | 283 - 314 | -31 |
| 5. Romania    | 4  | 0 - 4 | 270 - 315 | -45 |

| Arbitri: | Anne Panther Maj Kazuko Forsberg Artūras Šukys |

|             |          |             |
| Robinson 13 | Punti    | 16 Zrůstová |
| Škerović 6  | Assist   | 5 Bartoňová |
| Robinson 13 | Rimbalzi | 6 Hanušová  |

| Arbitri: | Erez Gurion Asa Jernmo Gellert Kapitany |

|             |          |          |
| Jahupova 19 | Punti    | 18 Gruda |
| Prystupa 5  | Assist   | 7 Dumerc |
| Dubrovina 4 | Rimbalzi | 15 Gruda |

| Arbitri: | Erez Gurion Gellert Kapitany Gavin Williams |

|                       |          |                |
| Hanušová, Elhotová 23 | Punti    | 32 Jahupova    |
| Bortelová 10          | Assist   | 5 Dubrovina    |
| Veselá 9              | Rimbalzi | 9 Dorohobuzova |

| Arbitri: | Anne Panther Maj Kazuko Forsberg Artūras Šukys |

|              |          |               |
| Mărginean 18 | Punti    | 19 Dubljević  |
| Mărginean 6  | Assist   | 10 Škerović   |
| Ursu 7       | Rimbalzi | 9 Perovanović |

| Arbitri: | Anne Panther Erez Gurion Gellert Kapitany |

|                |          |                    |
| Gruda 26       | Punti    | 20 Elhotová        |
| Dumerc 7       | Assist   | 8 Bortelová        |
| Tchatchouang 7 | Rimbalzi | 5 Veselá, Hanušová |

| Arbitri: | Maj Kazuko Forsberg Asa Jernmo Gavin Williams |

|              |          |          |
| Jahupova 33  | Punti    | 14 Pop   |
| Samburs'ka 4 | Assist   | 9 Părău  |
| Jahupova 7   | Rimbalzi | 10 Pavel |

| Arbitri: | Artūras Šukys Maj Kazuko Forsberg Gellert Kapitany |

|             |          |                        |
| Robinson 18 | Punti    | 33 Jahupova            |
| Škerović 13 | Assist   | 4 Jahupova, Samburs'ka |
| Robinson 8  | Rimbalzi | 7 Jahupova             |

| Arbitri: | Erez Gurion Asa Jernmo Gavin Williams |

|                   |          |             |
| Pop, Stoenescu 14 | Punti    | 17 Salagnac |
| Părău 5           | Assist   | 8 Dumerc    |
| Pașcalău 5        | Rimbalzi | 9 Gruda     |

| Arbitri: | Erez Gurion Maj Kazuko Forsberg Gavin Williams |

|          |          |                |
| Gruda 25 | Punti    | 18 Perovanović |
| Dumerc 7 | Assist   | 5 Škerović     |
| Gruda 8  | Rimbalzi | 6 Perovanović  |

| Arbitri: | Anne Panther Gellert Kapitany Artūras Šukys |

|                    |          |              |
| Hanušová 24        | Punti    | 22 Mărginean |
| Bortelová 7        | Assist   | 9 Părău      |
| Hanušová, Veselá 6 | Rimbalzi | 9 Mărginean  |

### Girone B
| Team           | Pt | V - P | PF - PS   | +/- |
| -------------- | -- | ----- | --------- | --- |
| 1. Bielorussia | 8  | 4 - 0 | 299 - 234 | +65 |
| 2. Turchia     | 7  | 3 - 1 | 220 - 215 | +5  |
| 3. Grecia      | 6  | 2 - 2 | 217 - 239 | -22 |
| 4. Italia      | 5  | 1 - 3 | 232 - 241 | -9  |
| 5. Polonia     | 4  | 0 - 4 | 208 - 247 | -39 |

| Arbitri: | Carlos Peruga Semen Ovinov Jelena Tomic |

|                     |          |            |
| Kobryn 24           | Punti    | 16 Sanders |
| McBride, Żurowska 3 | Assist   | 8 Vardarlı |
| Kobryn 7            | Rimbalzi | 7 Sanders  |

| Arbitri: | Jasmina Juras Andris Aunkrogers Ilias Kounelles |

|                     |          |              |
| Sottana 19          | Punti    | 25 Leŭčanka  |
| cinque giocatrici 2 | Assist   | 6 Verameenka |
| Ress 8              | Rimbalzi | 14 Leŭčanka  |

| Arbitri: | Semen Ovinov Carlos Peruga Marek Kukelcik |

|             |          |         |
| Sōtīriou 13 | Punti    | 13 Ress |
| Lymoura 5   | Assist   | 3 Ress  |
| Spanou 10   | Rimbalzi | 11 Ress |

| Arbitri: | Andris Aunkrogers Jasmina Juras Ilias Kounelles |

|             |          |               |
| Snycina 13  | Punti    | 13 Żurowska   |
| Troina 7    | Assist   | 4 Owczarzak   |
| Leŭčanka 15 | Rimbalzi | 6 Krężel, Koc |

| Arbitri: | Jasmina Juras Andris Aunkrogers Jelena Tomic |

|            |          |              |
| Kobryn 11  | Punti    | 13 Kaltsidou |
| McBride 6  | Assist   | 4 Lymoura    |
| Żurowska 7 | Rimbalzi | 10 Spanou    |

| Arbitri: | Carlos Peruga Semen Ovinov Marek Kukelcik |

|            |          |             |
| Yılmaz 12  | Punti    | 15 Leŭčanka |
| Vardarlı 5 | Assist   | 6 Harding   |
| Yılmaz 7   | Rimbalzi | 10 Leŭčanka |

| Arbitri: | Semen Ovinov Marek Kukelcik Ilias Kounelles |

|            |          |               |
| Sottana 17 | Punti    | 17 Kobryn     |
| Sottana 5  | Assist   | 4 McBride     |
| Ress 9     | Rimbalzi | 8 Kobryn, Koc |

| Arbitri: | Andris Aunkrogers Jasmina Juras Jelena Tomic |

|                          |          |            |
| Dīmītrakou, Kaltsidou 12 | Punti    | 18 Sanders |
| Lymoura 4                | Assist   | 5 Vardarlı |
| Kaltsidou 10             | Rimbalzi | 12 Sanders |

| Arbitri: | Carlos Peruga Semen Ovinov Ilias Kounelles |

|              |          |                              |
| Papova 20    | Punti    | 14 Dīmītrakou                |
| Verameenka 6 | Assist   | 4 Dīmītrakou, Chatzīnikolaou |
| Leŭčanka 11  | Rimbalzi | 4 Spanou                     |

| Arbitri: | Jasmina Juras Andris Aunkrogers Jelena Tomic |

|            |          |              |
| Yılmaz 12  | Punti    | 13 Masciadri |
| Alben 7    | Assist   | 3 Sottana    |
| Sanders 12 | Rimbalzi | 9 Ress       |

### Girone C
| Team             | Pt | V - P | PF - PS   | +/- |
| ---------------- | -- | ----- | --------- | --- |
| 1. Russia        | 7  | 3 - 1 | 293 - 223 | +70 |
| 2. Serbia        | 7  | 3 - 1 | 294 - 263 | +31 |
| 3. Croazia       | 6  | 2 - 2 | 277 - 305 | -28 |
| 4. Lettonia      | 6  | 2 - 2 | 258 - 263 | -5  |
| 5. Gran Bretagna | 4  | 0 - 4 | 222 - 290 | -68 |

| Arbitri: | Fabiana Martinescu Janusz Calik Özlem Yalman |

|              |          |                     |
| Jēkabsone 11 | Punti    | 19 Petrović         |
| Baško 5      | Assist   | 6 Butulija, Radočaj |
| Vītola 16    | Rimbalzi | 5 M. Dabović        |

| Arbitri: | Manuel Mazzoni Ilona Kucerova Mila Cavara |

|            |          |             |
| Prince 16  | Punti    | 17 Ciglar   |
| Osipova 10 | Assist   | 8 Ivanković |
| Osipova 6  | Rimbalzi | 4 Mazić     |

| Arbitri: | Janusz Calik Manuel Mazzoni Sonia Teixeira |

|              |          |                     |
| Slišković 15 | Punti    | 24 Šteinberga       |
| Miloglav 3   | Assist   | 4 Eglīte, Jēkabsone |
| Ivanković 10 | Rimbalzi | 8 Šteinberga        |

| Arbitri: | Ilona Kucerova Fabiana Martinescu Özlem Yalman |

|            |          |                  |
| Stewart 10 | Punti    | 13 Vadeeva       |
| Allen 2    | Assist   | 3 tre giocatrici |
| Allen 8    | Rimbalzi | 8 Vadeeva        |

| Arbitri: | Ilona Kucerova Özlem Yalman Mila Cavara |

|                  |          |             |
| Šteinberga 25    | Punti    | 22 Fagbenle |
| Jēkabsone 6      | Assist   | 3 Vanderwal |
| Eglīte, Vītola 7 | Rimbalzi | 6 Handy     |

| Arbitri: | Fabiana Martinescu Janusz Calik Sonia Teixeira |

|                |          |                     |
| Milovanović 18 | Punti    | 17 Borović          |
| A. Dabović 5   | Assist   | 4 Ciglar, Slišković |
| Ajduković 8    | Rimbalzi | 7 Mazić             |

| Arbitri: | Janusz Calik Ilona Kucerova Mila Cavara |

|              |          |              |
| Vanderwal 13 | Punti    | 17 Petrović  |
| Collins 3    | Assist   | 6 M. Dabović |
| Fagbenle 10  | Rimbalzi | 12 Page      |

| Arbitri: | Manuel Mazzoni Özlem Yalman Sonia Teixeira |

|            |          |              |
| Prince 16  | Punti    | 20 Jēkabsone |
| Prince 6   | Assist   | 3 Šteinberga |
| Osipova 11 | Rimbalzi | 8 Šteinberga |

| Arbitri: | Manuel Mazzoni Janusz Calik Sonia Teixeira |

|             |          |              |
| Borović 23  | Punti    | 20 Vanderwal |
| Ciglar 7    | Assist   | 4 Vanderwal  |
| Slišković 7 | Rimbalzi | 10 Fagbenle  |

| Arbitri: | Fabiana Martinescu Ilona Kucerova Mila Cavara |

|               |          |              |
| A. Dabović 15 | Punti    | 19 Beljakova |
| A. Dabović 3  | Assist   | 13 Osipova   |
| Page 9        | Rimbalzi | 16 Vieru     |

### Girone D
| Team          | Pt | V - P | PF - PS   | DP  |
| ------------- | -- | ----- | --------- | --- |
| 1. Spagna     | 8  | 4 - 0 | 287 - 245 | +42 |
| 2. Slovacchia | 6  | 2 - 2 | 312 - 316 | -4  |
| 3. Lituania   | 6  | 2 - 2 | 279 - 291 | -12 |
| 4. Svezia     | 5  | 1 - 3 | 269 - 269 | 0   |
| 5. Ungheria   | 5  | 1 - 3 | 261 - 287 | -26 |

| Arbitri: | Karen Lasuik Ognjen Jokić Sergii Tyslenko |

|                              |          |            |
| Halvarsson 19                | Punti    | 26 Žirková |
| F. Eldebrink, Halvarsson 7   | Assist   | 6 Žirková  |
| F. Eldebrink, E. Eldebrink 3 | Rimbalzi | 6 Toliver  |

| Arbitri: | Joseph Bissang Maka Kupatadze Andrei Sharapa |

|                         |          |           |
| Petronytė 9             | Punti    | 22 Ndour  |
| tre giocatrici 2        | Assist   | 6 Torrens |
| Nacickaitė, Petronytė 7 | Rimbalzi | 12 Ndour  |

| Arbitri: | Ognjen Jokic Maka Kupatadze Anastasios Manos |

|              |          |                  |
| Toliver 23   | Punti    | 22 Nacickaitė    |
| Toliver 6    | Assist   | 4 tre giocatrici |
| Hruščáková 8 | Rimbalzi | 11 Linkevičienė  |

| Arbitri: | Joseph Bissang Karen Lasuik Andrei Sharapa |

|                   |          |                 |
| Horti, Quigley 14 | Punti    | 28 F. Eldebrink |
| Honti 5           | Assist   | 4 E. Eldebrink  |
| Vajda 7           | Rimbalzi | 7 Key           |

| Arbitri: | Joseph Bissang Andrei Sharapa Anastasios Manos |

|                |          |              |
| Torrens 20     | Punti    | 22 Toliver   |
| Palau 7        | Assist   | 4 Jurčenková |
| Torrens, Gil 5 | Rimbalzi | 8 Hruščáková |

| Arbitri: | Ognjen Jokic Karen Lasuik Sergii Tyslenko |

|              |          |               |
| Petronytė 28 | Punti    | 20 Quigley    |
| Solopova 5   | Assist   | 4 Fegyverneky |
| Petronytė 12 | Rimbalzi | 7 Vajda       |

| Arbitri: | Joseph Bissang Karen Lasuik Sergii Tyslenko |

|                |          |                           |
| Halvarsson 18  | Punti    | 19 Okockytė               |
| F. Eldebrink 7 | Assist   | 4 Petronytė, Linkevičienė |
| Halvarsson 11  | Rimbalzi | 9 Linkevičienė            |

| Arbitri: | Ognjen Jokic Maka Kupatadze Anastasios Manos |

|                  |          |            |
| Honti 10         | Punti    | 18 Torrens |
| Honti, Quigley 4 | Assist   | 6 Xargay   |
| Vajda 6          | Rimbalzi | 14 Torrens |

| Arbitri: | Andrei Sharapa Ognjen Jokic Maka Kupatadze |

|             |          |                    |
| Cruz 13     | Punti    | 12 F. Eldebrink    |
| Domínguez 2 | Assist   | 5 E. Eldebrink     |
| Ndour 10    | Rimbalzi | 12 Hamilton-Carter |

| Arbitri: | Joseph Bissang Anastasios Manos Sergii Tyslenko |

|            |          |              |
| Toliver 22 | Punti    | 26 Quigley   |
| Žirková 3  | Assist   | 13 Honti     |
| Kiššová 6  | Rimbalzi | 9 Krivaćević |

## Secondo turno

### Gruppo E
| Team           | Pt | V - P | PF - PS   | +/- |
| -------------- | -- | ----- | --------- | --- |
| 1. Turchia     | 9  | 4 - 1 | 299 - 262 | +37 |
| 2. Francia     | 9  | 4 - 1 | 335 - 308 | +27 |
| 3. Bielorussia | 7  | 2 - 3 | 349 - 323 | +26 |
| 4. Montenegro  | 7  | 2 - 3 | 319 - 340 | -21 |
| 5. Grecia      | 7  | 2 - 3 | 299 - 328 | -29 |
| 6. Rep. Ceca   | 6  | 1 - 4 | 319 - 359 | -40 |

| Arbitri: | Anne Panther Erez Gurion Semen Ovinov |

|           |          |               |
| Yılmaz 18 | Punti    | 7 Aleksić     |
| Alben 7   | Assist   | 4 Škerović    |
| Alben 7   | Rimbalzi | 6 Perovanović |

| Arbitri: | Jasmina Juras Maj Kazuko Forsberg Gellert Kapitany |

|             |          |                  |
| Elhotová 25 | Punti    | 25 Harding       |
| Bartoňová 5 | Assist   | 3 tre giocatrici |
| Veselá 8    | Rimbalzi | 12 Leŭčanka      |

| Arbitri: | Andris Aunkrogers Artūras Šukys Jelena Tomic |

|                  |          |                    |
| Dīmītrakou 16    | Punti    | 12 Gruda, Salagnac |
| tre giocatrici 2 | Assist   | 5 Dumerc           |
| Spanou 8         | Rimbalzi | 6 Gruda, Skrela    |

| Arbitri: | Andris Aunkrogers Carlos Peruga Artūras Šukys |

|              |          |             |
| Jovanović 20 | Punti    | 21 Snycina  |
| Škerović 7   | Assist   | 9 Harding   |
| Robinson 17  | Rimbalzi | 13 Leŭčanka |

| Arbitri: | Jasmina Juras Erez Gurion Semen Ovinov |

|              |          |             |
| Kaltsidou 20 | Punti    | 16 Hanušová |
| Lymoura 3    | Assist   | 6 Bortelová |
| Spanou 9     | Rimbalzi | 9 Burgrová  |

| Arbitri: | Anne Panther Maj Kazuko Forsberg Gellert Kapitany |

|          |          |                   |
| Gruda 16 | Punti    | 23 Sanders        |
| Dumerc 4 | Assist   | 4 Alben, Vardarlı |
| Gruda 13 | Rimbalzi | 7 Yılmaz          |

| Arbitri: | Andris Aunkrogers Semen Ovinov Artūras Šukys |

|           |          |                |
| Yılmaz 23 | Punti    | 12 Stejskalová |
| Alben 11  | Assist   | 3 Elhotová     |
| Yılmaz 8  | Rimbalzi | 10 Burgrová    |

| Arbitri: | Maj Kazuko Forsberg Carlos Peruga Jelena Tomic |

|                          |          |                  |
| Perovanović 15           | Punti    | 29 Dīmītrakou    |
| Škerović 9               | Assist   | 5 Chatzīnikolaou |
| Perovanović, Robinson 10 | Rimbalzi | 8 Spanou         |

| Arbitri: | Anne Panther Jasmina Juras Erez Gurion |

|             |          |             |
| Leŭčanka 16 | Punti    | 14 Yacoubou |
| Harding 8   | Assist   | 4 Dumerc    |
| Leŭčanka 9  | Rimbalzi | 12 Yacoubou |

### Gruppo F
| Team          | Pt | V - P | PF - PS   | DP   |
| ------------- | -- | ----- | --------- | ---- |
| 1. Spagna     | 10 | 5 - 0 | 406 - 328 | +78  |
| 2. Lituania   | 8  | 3 - 2 | 371 - 367 | +4   |
| 3. Russia     | 8  | 3 - 2 | 366 - 320 | +46  |
| 4. Serbia     | 7  | 2 - 3 | 370 - 387 | -17  |
| 5. Slovacchia | 7  | 2 - 3 | 385 - 374 | +11  |
| 6. Croazia    | 5  | 0 - 5 | 312 - 434 | -122 |

| Arbitri: | Joseph Bissang Manuel Mazzoni Andrei Sharapa |

|              |          |              |
| Toliver 23   | Punti    | 15 Petrović  |
| Bálintová 5  | Assist   | 5 A. Dabović |
| Jurčenková 9 | Rimbalzi | 8 Page       |

| Arbitri: | Fabiana Martinescu Ognjen Jokic Mila Cavara |

|              |          |                   |
| Petronytė 20 | Punti    | 12 tre giocatrici |
| Okockytė 5   | Assist   | 6 Osipova         |
| Petronytė 8  | Rimbalzi | 8 Vieru           |

| Arbitri: | Karen Lasuik Janusz Calik Sergii Tyslenko |

|              |          |                    |
| Slišković 11 | Punti    | 16 Torrens, Xargay |
| Ciglar 6     | Assist   | 8 Palau            |
| Begić 7      | Rimbalzi | 11 Ndour           |

| Arbitri: | Fabiana Martinescu Ilona Kucerova Sergii Tyslenko |

|                 |          |              |
| Petronytė 18    | Punti    | 17 Slišković |
| Nacickaitė 6    | Assist   | 6 Ciglar     |
| Linkevičienė 10 | Rimbalzi | 8 Džankić    |

| Arbitri: | Joseph Bissang Janusz Calik Ognjen Jokic |

|                  |          |                          |
| Vadeeva 22       | Punti    | 15 Hruščáková, Bálintová |
| Osipova 7        | Assist   | 5 Žirková, Toliver       |
| Osipova, Vieru 9 | Rimbalzi | 5 Hruščáková, Bálintová  |

| Arbitri: | Karen Lasuik Manuel Mazzoni Andrei Sharapa |

|              |          |                  |
| Petrović 17  | Punti    | 25 Torrens       |
| A. Dabović 3 | Assist   | 5 Torrens, Palau |
| Petrović 8   | Rimbalzi | 12 Ndour         |

| Arbitri: | Ognjen Jokic Andrei Sharapa Mila Cavara |

|               |          |              |
| Bálintová 29  | Punti    | 16 Slišković |
| Toliver 7     | Assist   | 11 Miloglav  |
| Jurčenková 14 | Rimbalzi | 9 Slišković  |

| Arbitri: | Fabiana Martinescu Joseph Bissang Janusz Calik |

|             |          |                  |
| Torrens 24  | Punti    | 15 Vadeeva       |
| Torrens 5   | Assist   | 7 Namok          |
| Nicholls 13 | Rimbalzi | 6 tre giocatrici |

| Arbitri: | Karen Lasuik Manuel Mazzoni Ilona Kucerova |

|                |          |               |
| Milovanović 14 | Punti    | 21 Nacickaitė |
| A. Dabović 6   | Assist   | 9 Okockytė    |
| Petrović 10    | Rimbalzi | 9 Petronytė   |

## Fase finale

### Tabellone
|  | Quarti di finale | Quarti di finale |           |        | Semifinali                | Semifinali                |  |  | Finale    | Finale |
|  |                  |                  |           |        |                           |                           |  |  |           |        |
|  | 24 giugno        |                  |           |        |                           |                           |  |  |           |        |
|  |                  |                  |           |        |                           |                           |  |  |           |        |
|  | Turchia          | 63               |           |        |                           |                           |  |  |           |        |
|  | Turchia          | 63               | 26 giugno |        |                           |                           |  |  |           |        |
|  | Serbia           | 75               |           |        |                           |                           |  |  |           |        |
|  | Serbia           | 75               | Serbia    | 74     |                           |                           |  |  |           |        |
|  | 24 giugno        |                  | Serbia    | 74     |                           |                           |  |  |           |        |
|  |                  | Bielorussia      | 72        |        |                           |                           |  |  |           |        |
|  | Lituania         | Bielorussia      | 72        | 66     |                           |                           |  |  |           |        |
|  | Lituania         |                  | 28 giugno | 66     |                           |                           |  |  |           |        |
|  | Bielorussia      | 68               |           |        |                           |                           |  |  |           |        |
|  | Bielorussia      | 68               | Serbia    | 76     |                           |                           |  |  |           |        |
|  | 25 giugno        |                  | Serbia    | 76     |                           |                           |  |  |           |        |
|  |                  | Francia          | 68        |        |                           |                           |  |  |           |        |
|  | Spagna           | Francia          | 68        | 75     |                           |                           |  |  |           |        |
|  | Spagna           | 26 giugno        |           | 75     |                           |                           |  |  |           |        |
|  | Montenegro       | 74               |           |        |                           |                           |  |  |           |        |
|  | Montenegro       | 74               | Spagna    | 58     | Finale per il terzo posto | Finale per il terzo posto |  |  |           |        |
|  | 25 giugno        |                  | Spagna    | 58     | Finale per il terzo posto | Finale per il terzo posto |  |  |           |        |
|  |                  | Francia          | 63        |        |                           |                           |  |  |           |        |
|  | Francia          | Francia          | 63        | 77     | Bielorussia               | 58                        |  |  |           |        |
|  | Francia          |                  |           | 77     | Bielorussia               | 58                        |  |  |           |        |
|  | Russia           | 74               |           | Spagna | 74                        |                           |  |  |           |        |
|  | Russia           | 74               |           |        | 74                        |                           |  |  |           |        |
|  |                  |                  |           |        |                           |                           |  |  | 28 giugno |        |
|  |                  |                  |           |        |                           |                           |  |  |           |        |

### Tabellone 5º-8º posto
|  | Semifinali 5º/8º posto | Semifinali 5º/8º posto | Semifinali 5º/8º posto |        |         | Finale 5º/6º posto | Finale 5º/6º posto | Finale 5º/6º posto |  |
|  |                        |                        |                        |        |         |                    |                    |                    |  |
|  | Turchia                | Turchia                | 66                     |        |         |                    |                    |                    |  |
|  | Turchia                | Turchia                | 66                     |        |         |                    |                    |                    |  |
|  | Lituania               | Lituania               | 57                     |        |         |                    |                    |                    |  |
|  | Lituania               | Lituania               | 57                     |        | Turchia | Turchia            | 68                 |                    |  |
|  |                        |                        |                        |        | Turchia | Turchia            | 68                 |                    |  |
|  |                        |                        | Russia                 | Russia | 66      |                    |                    |                    |  |
|  | Montenegro             | Montenegro             | Russia                 | Russia | 66      | 65                 |                    |                    |  |
|  | Montenegro             | Montenegro             |                        |        |         | 65                 |                    |                    |  |
|  | Russia                 | Russia                 | 73                     |        |         | Finale 7º/8º posto | Finale 7º/8º posto | Finale 7º/8º posto |  |
|  | Russia                 | Russia                 | 73                     |        |         |                    |                    |                    |  |
|  |                        |                        |                        |        |         |                    |                    |                    |  |
|  |                        |                        |                        |        |         | Lituania           | Lituania           | 77                 |  |
|  |                        |                        |                        |        |         | Lituania           | Lituania           | 77                 |  |
|  |                        |                        |                        |        |         | Montenegro         | Montenegro         | 89                 |  |

### Quarti di finale
| Arbitri: | Andris Aunkrogers Maj Kazuko Forsberg Erez Gurion |

|            |          |               |
| Sanders 25 | Punti    | 31 A. Dabović |
| Alben 6    | Assist   | 3 Milovanović |
| Sanders 10 | Rimbalzi | 7 Petrović    |

| Arbitri: | Joseph Bissang Carlos Peruga Janusz Calik |

|                          |          |               |
| Nacickaitė 21            | Punti    | 15 Verameenka |
| Linkevičienė 4           | Assist   | 6 Harding     |
| Kuktienė, Linkevičienė 8 | Rimbalzi | 9 Verameenka  |

| Arbitri: | Anne Panther Manuel Mazzoni Gellert Kapitany |

|             |          |             |
| Torrens 28  | Punti    | 23 Robinson |
| Domínguez 3 | Assist   | 6 Škerović  |
| Nicholls 16 | Rimbalzi | 7 Robinson  |

| Arbitri: | Jasmina Juras Karen Lasuik Fabiana Martinescu |

|                          |          |                     |
| Gruda 23                 | Punti    | 31 Prince           |
| Dumerc 9                 | Assist   | 5 Beljakova, Prince |
| Yacoubou, Tchatchouang 7 | Rimbalzi | 7 Osipova           |

### Incontri 5º - 8º posto
| Arbitri: | Joseph Bissang Semen Ovinov Ilona Kucerova |

|            |          |                |
| Yılmaz 17  | Punti    | 18 Petronytė   |
| Alben 10   | Assist   | 4 Gutkauskaitė |
| Sanders 12 | Rimbalzi | 8 Petronytė    |

| Arbitri: | Carlos Peruga Erez Gurion Janusz Calik |

|            |          |             |
| Vadeeva 16 | Punti    | 27 Robinson |
| Prince 6   | Assist   | 7 Škerović  |
| Vadeeva 10 | Rimbalzi | 9 Robinson  |

### Semifinali
| Arbitri: | Fabiana Martinescu Maj Kazuko Forsberg Manuel Mazzoni |

|               |          |             |
| A. Dabović 21 | Punti    | 22 Leŭčanka |
| A. Dabović 3  | Assist   | 6 Harding   |
| Petrović 9    | Rimbalzi | 11 Leŭčanka |

| Arbitri: | Karen Lasuik Anne Panther Andris Aunkrogers |

|                      |          |            |
| Gruda 16             | Punti    | 13 Torrens |
| quattro giocatrici 4 | Assist   | 7 Palau    |
| Gruda 12             | Rimbalzi | 5 Nicholls |

### Finali
7º-8º posto
| Arbitri: | Ilona Kucerova Semen Ovinov Andrei Sharapa |

|                  |          |               |
| Nacickaitė 28    | Punti    | 24 Robinson   |
| Grigalauskytė 4  | Assist   | 6 Perovanović |
| Grigalauskytė 10 | Rimbalzi | 11 Robinson   |

5º-6ºposto
| Arbitri: | Carlos Peruga Janusz Calik Ognjen Jokic |

|            |          |            |
| Sanders 28 | Punti    | 19 Vadeeva |
| Vardarlı 5 | Assist   | 8 Prince   |
| Sanders 13 | Rimbalzi | 10 Vadeeva |

3º-4º posto
| Arbitri: | Jasmina Juras Joseph Bissang Fabiana Martinescu |

|                        |          |                   |
| Zjuz'kova, Leŭčanka 13 | Punti    | 25 Torrens        |
| Harding 6              | Assist   | 5 Torrens         |
| Leŭčanka 15            | Rimbalzi | 7 Nicholls, Ndour |

1º-2º posto
| Arbitri: | Karen Lasuik Anne Panther Maj Kazuko Forsberg |

|               |          |            |
| A. Dabović 25 | Punti    | 16 Gruda   |
| A. Dabović 3  | Assist   | 5 Dumerc   |
| D. Page 8     | Rimbalzi | 6 Yacoubou |

## Statistiche
Nelle statistiche ufficiali rientrano solamente le giocatrici che hanno disputato almeno il 50% del numero massimo di partite che può disputare una squadra.

Fonte: eurobasketwomen2015.com
Punti
| Nome           | PPP  |
| -------------- | ---- |
| Alba Torrens   | 19,7 |
| Sandrine Gruda | 17,8 |
| Kristi Toliver | 17,4 |
| LaToya Sanders | 16,7 |
| Angel Robinson | 15,9 |

Rimbalzi
| Nome           | RPP  |
| -------------- | ---- |
| Alena Leŭčanka | 11,5 |
| Angel Robinson | 8,9  |
| LaToya Sanders | 8,4  |
| Sandrine Gruda | 8,2  |
| Astou Ndour    | 7,9  |

Assist
| Nome               | APP |
| ------------------ | --- |
| Jelena Škerović    | 7,1 |
| Céline Dumerc      | 5,9 |
| Işıl Alben         | 5,5 |
| Veronika Bortelová | 5,3 |
| Lindsey Harding    | 5,3 |

## Classifica finale
| Campione d'Europa | Campione d'Europa | Campione d'Europa |
| --- | ----------------- | --- |
| Serbia4 Radočaj, 5 Petrović, 6 Čađo, 7 Krnjić, 8 Jovanović, 9 Milovanović, 10 Butulija, 11 Ajduković, 12 Topuzović, 13 M. Dabović, 14 A. Dabović, 15 Page, All. Marina Maljković |                   | |
| Argento | Francia           | Francia4 Yacoubou, 5 Miyem, 6 Tchatchouang, 7 Gruda, 8 Époupa, 9 Dumerc, 10 Michel, 11 Filip, 12 Skrela, 13 Ciak, 14 Salagnac, 15 Lardy, All. Valérie Garnier                                                 |
| Bronzo | Spagna            | Spagna4 Nicholls, 5 Romero, 6 Domínguez, 7 Torrens, 8 Ndour, 9 Palau, 10 Xargay, 11 Martínez, 12 Gil, 13 Pascua, 14 Herrera, 15 Cruz, All. Lucas Mondelo                                                      |
| 4. | Bielorussia       | Bielorussia4 Papova, 5 Val'ko, 6 Snycina, 7 Durėjka, 8 Lichtarovič, 9 Zjuz'kova, 10 Verameenka, 11 Leŭčanka, 12 Harding, 13 Troina, 14 Trafimava, 15 Ivaščanka, All. Rimantas Grigas                          |
| |                   | |
| 5. | Turchia           | Turchia4 Demirok, 5 Canıtez, 6 Köksal, 7 Vardarlı, 8 Çakır, 9 Çağlar, 10 Alben, 11 Yılmaz, 12 Sanders, 13 Cora, 14 İvegin, 15 Şenyürek, All. Ekrem Memnun                                                     |
| 6. | Russia            | Russia4 Namok, 5 Beljakova, 6 Logunova, 7 Kuzina, 8 Kirillova, 9 Beglova, 10 Prince, 11 Vieru, 12 Osipova, 13 Sapova, 14 Tichonenko, 15 Vadeeva, All. Anatolij Myškin                                         |
| 7. | Montenegro        | Montenegro4 Raković, 5 Škerović, 6 Jovanović, 7 Popović, 8 Vučetić, 9 Aleksić, 10 Dubljević, 11 Bjelica, 12 Perovanović, 13 Pašić, 14 Vujović, 15 Robinson, All. Momir Milatović                              |
| 8. | Lituania          | Lituania4 Gutkauskaitė, 5 Okockytė, 6 Nacickaitė, 7 Solopova, 10 Grigalauskytė, 11 Petronytė, 12 Kuktienė, 13 Linkevičienė, 14 Šikšniūtė, 16 Visgaudaitė, 22 Alminaitė, 92 Skadaitė, All. Algirdas Paulauskas |
| |                   | |
| 9. | Slovacchia        | Slovacchia4 Baburová, 5 Tetemondová, 6 Vyňuchalová, 7 Žirková, 8 Hruščáková, 9 Páleníková, 11 Bálintová, 12 Kiššová, 13 Jurčenková, 14 Janoščíková, 15 Krč-Turbová, 18 Toliver, All. Ivan Vojtko              |
| 10. | Grecia            | Grecia4 Gkotzī, 5 Nikolopoulou, 6 Dīmītrakou, 7 Chatzīnikolaou, 8 Christinakī, 9 Kaltsidou, 10 Papamichaīl, 11 Lymoura, 12 Sōtīriou, 13 Kosma, 14 Fasoula, 15 Spanou, All. Alekos Daglas                      |
| 11. | Rep. Ceca         | Rep. Ceca0 Bortelová, 4 Veselá, 5 Stejskalová, 6 Hejdová, 7 Hanušová, 8 Burgrová, 9 Bartoňová, 11 Elhotová, 12 Vyoralová, 17 Štěpánová, 18 Pecková, 24 Hindráková, All. Lubor Blažek                          |
| 12. | Croazia           | Croazia4 Ivezić, 5 Borović, 6 Miloglav, 10 Ciglar, 11 Begić, 12 Slišković, 13 Mazić, 14 Ivanković, 15 Tikvić, 21 Džankić, 22 Todorić, All. Braslav Turić                                                      |
| |                   | |
| 13. | Lettonia          | Lettonia4 Rozenberga, 6 Eglīte, 7 Kūlīte, 8 Baško-Melnbārde, 10 Jēkabsone, 11 Putniņa, 12 Šteinberga, 13 Liepkalne, 14 Vītola, 20 Aizsila, 22 Meļņika, 32 Laksa, All. Ainars Zvirgzdiņš                       |
| 14. | Svezia            | Svezia3 Yderström, 5 Hamilton-Carter, 6 F. Eldebrink, 7 Key, 8 Andersson, 9 E. Eldebrink, 10 Egnell, 11 Stålvant, 12 Barthold, 13 Drammeh, 14 Halvarsson, 15 Vesterberg, All. Lars Johansson                  |
| 15. | Italia            | Italia4 Consolini, 5 Fassina, 6 Dotto, 7 Sottana, 8 Gatti, 9 Zanoni, 10 Gorini, 11 Masciadri, 12 Laterza, 13 Crippa, 14 Ress, 15 Formica, All. Roberto Ricchini                                               |
| 16. | Ucraina           | Ucraina4 Dubrovina, 5 Spitkovs'ka, 6 Šmatova, 7 Antonjuk, 8 Ček, 9 Samburs'ka, 10 Rymarenko, 11 Prystupa, 12 Dorohobuzova, 13 Bilocerkivs'ka, 14 Jahupova, 15 Mirčeva, All. Vadim Čečuro                      |
| 17. | Ungheria          | Ungheria4 Fegyverneky, 5 Raksányi, 7 Simon, 8 Zsovár, 9 Horti, 11 Honti, 13 Vajda, 14 Krivaćević, 21 Czank, 22 Quigley, 44 Határ, 51 Zele, All. Sándor Farkas                                                 |
| 18. | Polonia           | Polonia4 McBride, 5 Owczarzak, 6 Pawlak, 8 Żurowska, 10 Krężel, 11 Międzik, 12 Misiuk, 13 Kobryn, 14 Jujka, 15 Leciejewska, 21 Skobel, 22 Koc, All. Jacek Winnicki                                            |
| 19. | Romania           | Romania4 Pop, 5 Orosz, 6 Ursu, 7 Părău, 8 Cursaru, 9 Pavel, 11 Irimia, 13 Pașcalău, 14 Crăciun, 21 Stoiedin, 24 Stoenescu, 44 Mărginean, All. Florin Nini                                                     |
| 20. | Gran Bretagna     | Gran Bretagna4 Fagbenle, 5 Bravo-Harriott, 6 Collins, 7 Vanderwal, 8 Handy, 9 Simpson, 10 Clark, 11 McGarrachan, 12 Allen, 13 Ottewill-Soulsby, 14 Stewart, 15 Gandy, All. Damian Jennings                    |